# Pinares de Rodeno
El paisaje protegido de los Pinares de Rodeno es un paisaje protegido en la comarca de la Sierra de Albarracín, provincia de Teruel, Aragón, España. Se reparte entre los términos municipales de Albarracín, Bezas y Gea de Albarracín.
Tiene una superficie de 6 829,05 ha. La altitud oscila entre los 1 095 m s. n. m. en el barranco de Tobías y los 1 602 en el cerro de la Cruz de Montoyo.
Fue el primero en ser declarado en la provincia, el 2 de mayo de 1995, por Decreto 91/1995 del Gobierno de Aragón, siendo posteriormente ampliado el 4 de septiembre de 2007 por el Decreto 217/2007. Es también LIC.

## Geología

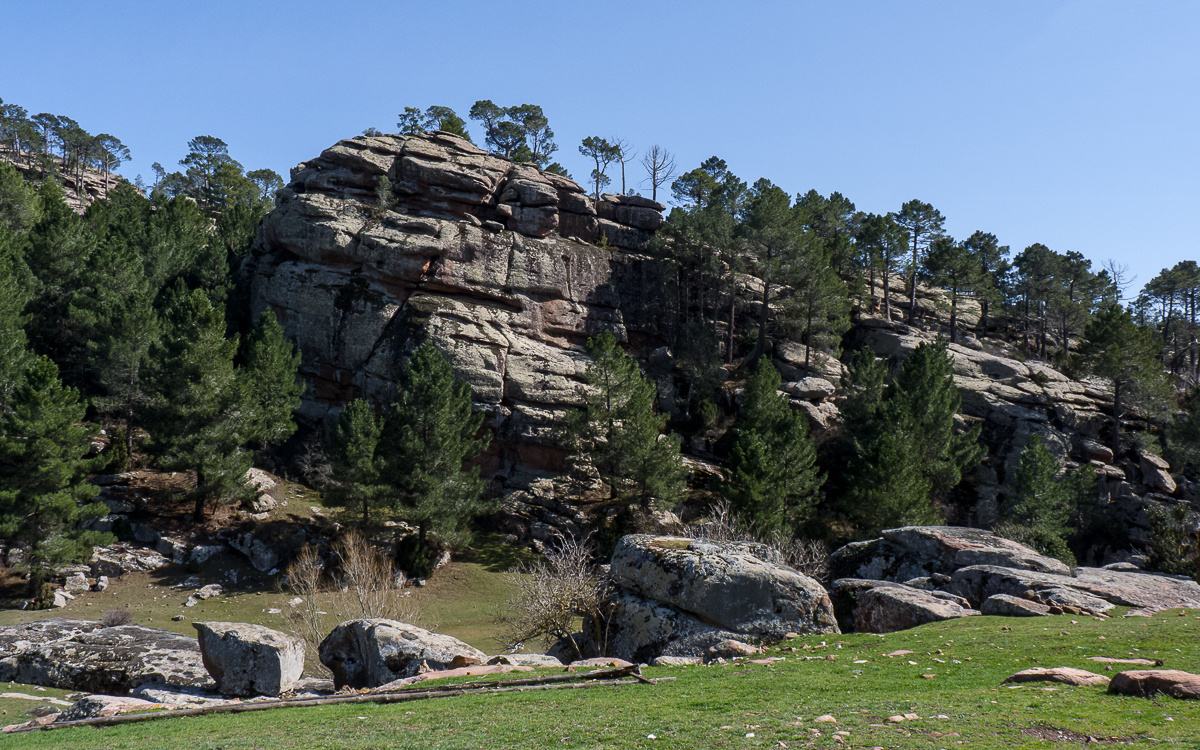
Rocas de arenisca de los Pinares de Rodeno.

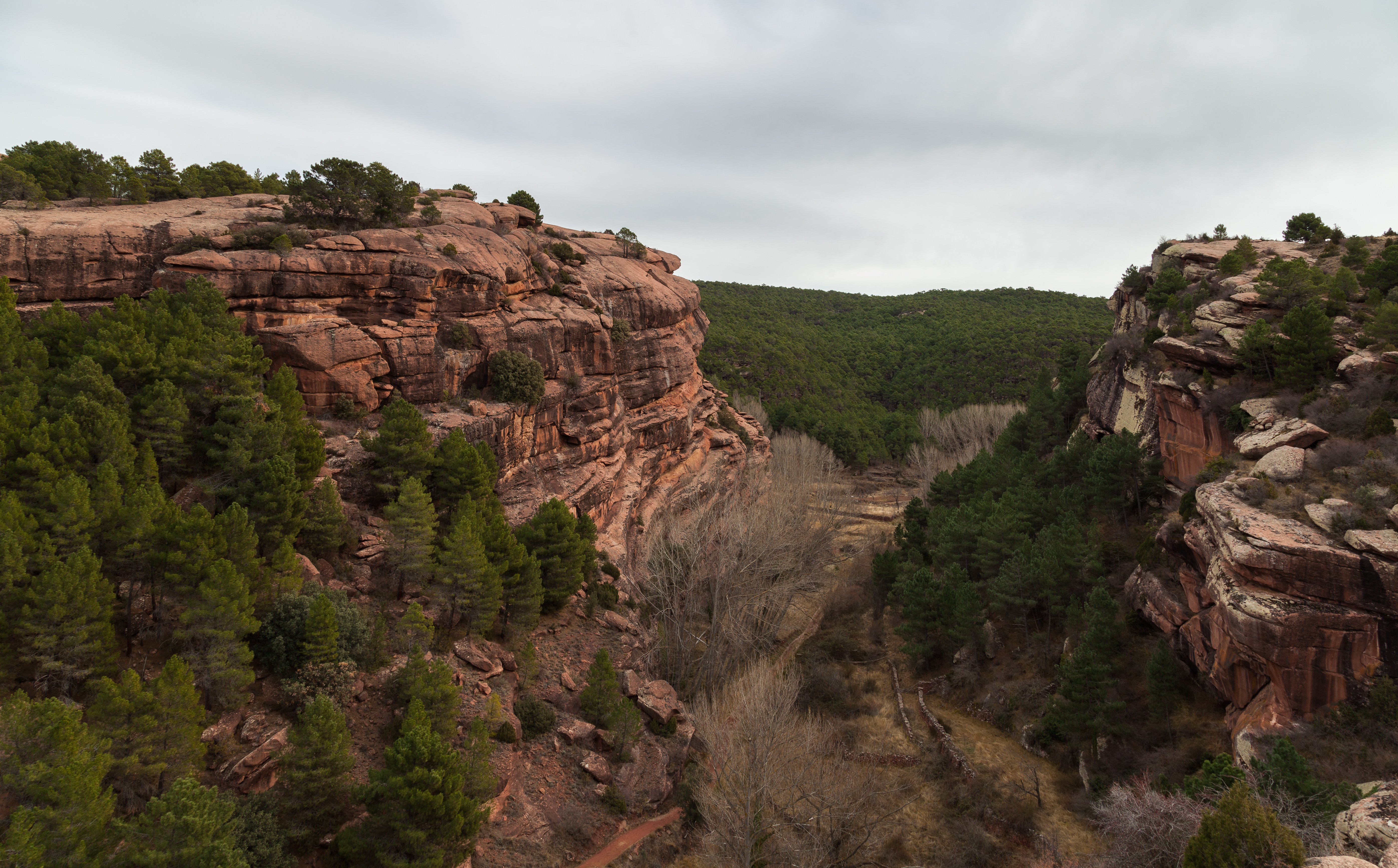
Formas geológicas de los barrancos.

El suelo de los pinares está formado sobre un substrato de piedra arenisca roja, llamada rodeno en el Sistema Ibérico. Entre las formas que han modelado los agentes atmosféricos cabe destacar las gargantas excavadas por los cursos de agua, los taffoni (huecos semiesféricos en la pared rocosa) o los pilancones (grandes depresiones circulares en la superficie de la roca).
También hay un área en la que la roca caliza es predominante, con un relieve más suave y zonas altas y planas. En estas zonas se hallan otras especies de pinos y carrascas.

## Flora
La principal especie de pino que habita es el pino rodeno, que se caracteriza por tener una altura mediana y una corteza áspera de color rojiza. Tradicionalmente se han empleado para obtener resina. Al pino rodeno le acompañan especies características como el enebro común y el enebro de la miera, la jara, el brezo o la lavándula. También abundan las especies aromáticas, como el romero y el tomillo. Además se pueden encontrar otras especies de árboles del género Quercus (roble carrasqueño, rebollo y roble albar).
En barrancos y zonas más húmedas aparecen especies como el álamo, sauce, avellano, espino albar, guillomo o el acebo. 
Por último, en las zonas de calizas el pino rodeno da paso al pino negral y al pino silvestre, siendo también abundantes de igual manera la sabina albar y la sabina rastrera.

## Fauna
Las especies que se encuentran en los pinares son las típicas del bosque mediterráneo como los jabalíes, corzos, ciervos, zorros, garduñas, liebres y ardillas comunes. Entre las aves, los pinares son refugio del chochín, el carbonero, el piquituerto, el búho chico, el cárabo, el gavilán, el águila calzada y el azor. En los bosques de quercíneas se encuentran aves como el mito, el herrerillo común, el mirlo, el petirrojo, el escribano montesino, el reyezuelo listado, entre otros. Por último, en los roquedos destaca el águila real, el halcón peregrino, el cernícalo y el búho real.
Entre los representantes de la herpetofauna destaca la presencia de la lagartija colilarga, el lagarto ocelado, la culebra bastarda y de escalera, y entre los anfibios el sapo corredor, de espuelas o el sapillo moteado.

## Arte rupestre

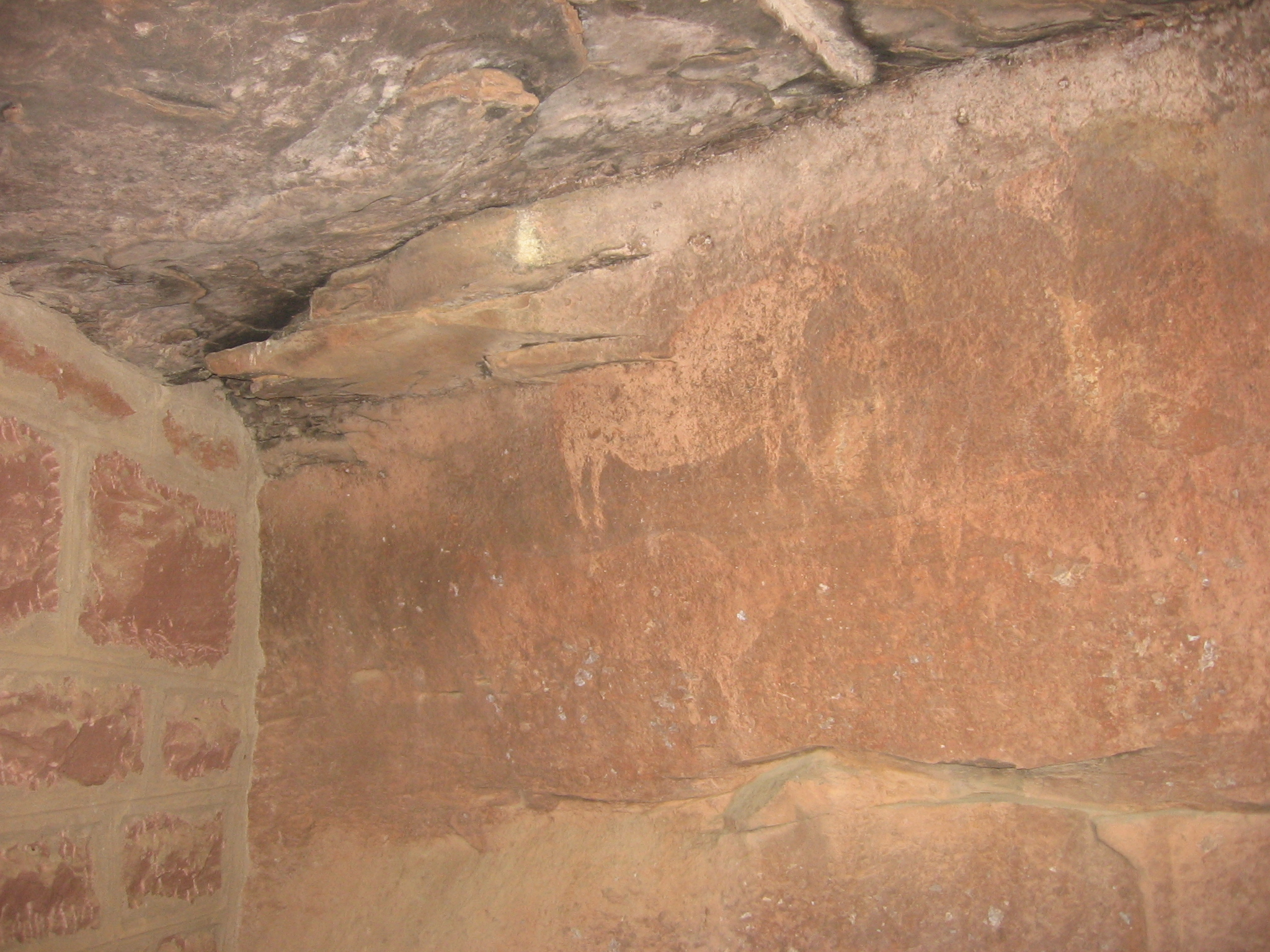
Pintura rupestre de los Pinares de Rodeno.

Hay diferentes cuevas entre los pinares con importantes muestras de arte rupestre levantino, entre las que destacan el abrigo de los Toros del Prado del Navazo, la cueva de Doña Clotilde y la Cocinilla del Obispo. Las figuras representadas son humanos cazando u cocinando y escenas de animales.

## Galería de imágenes

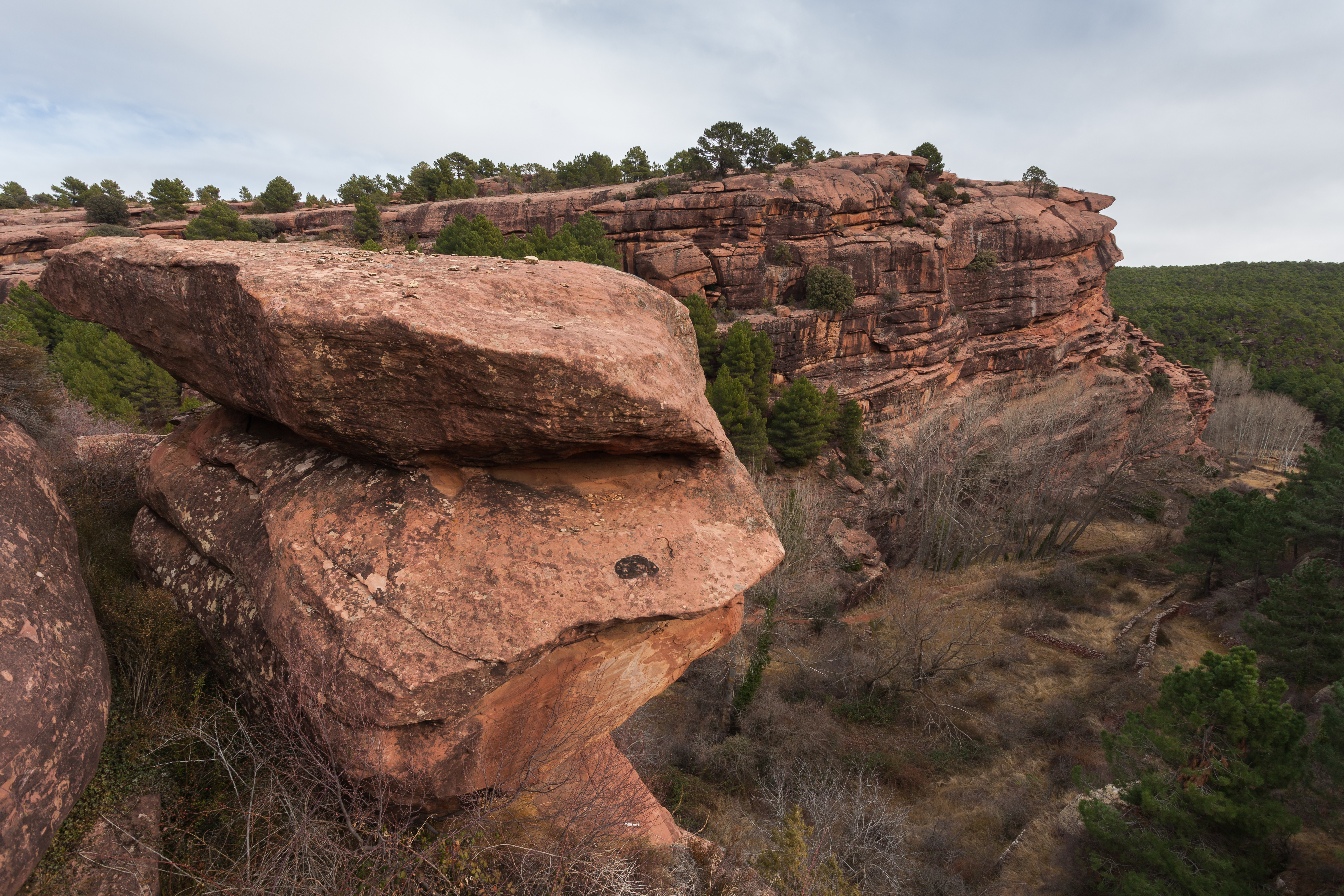
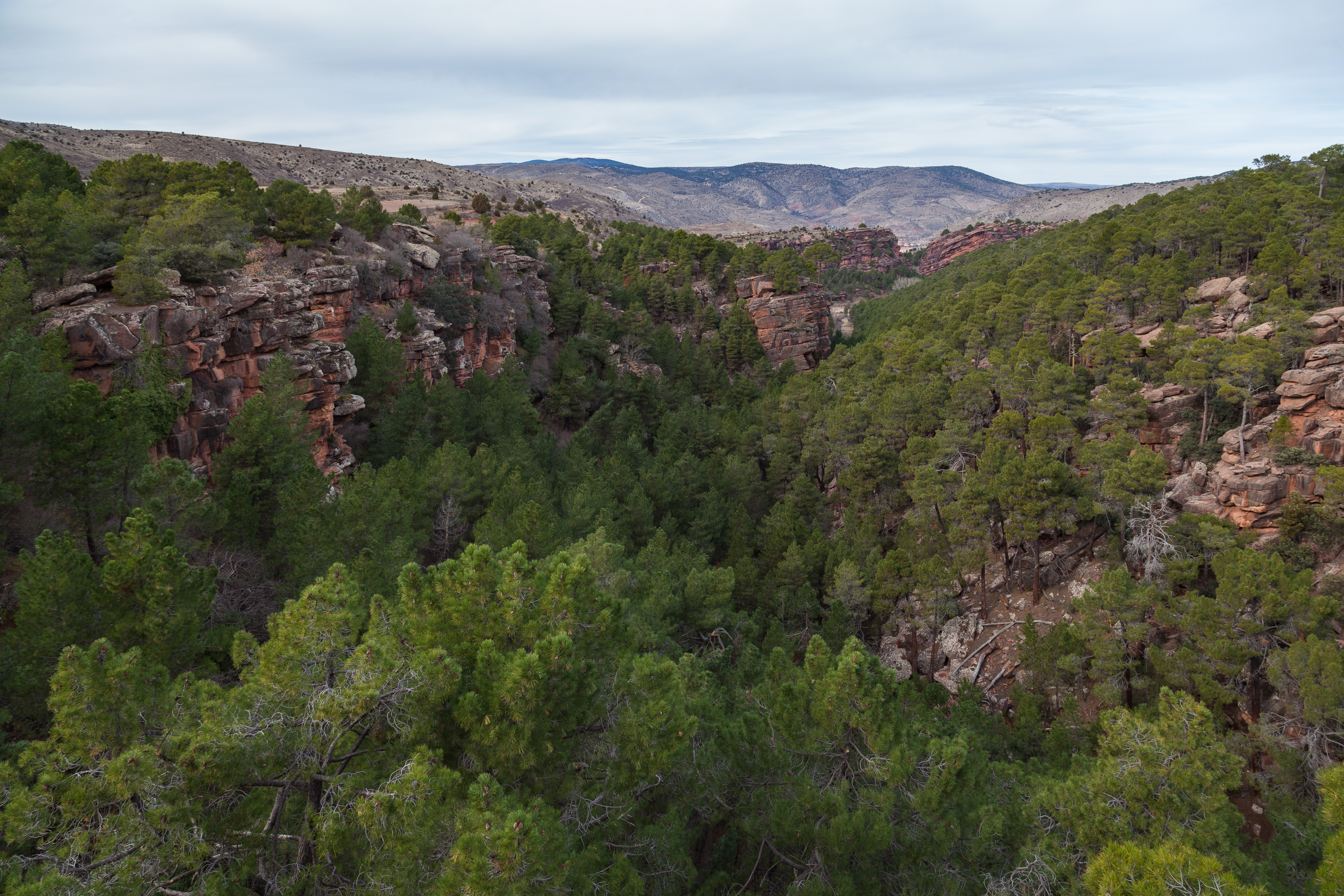
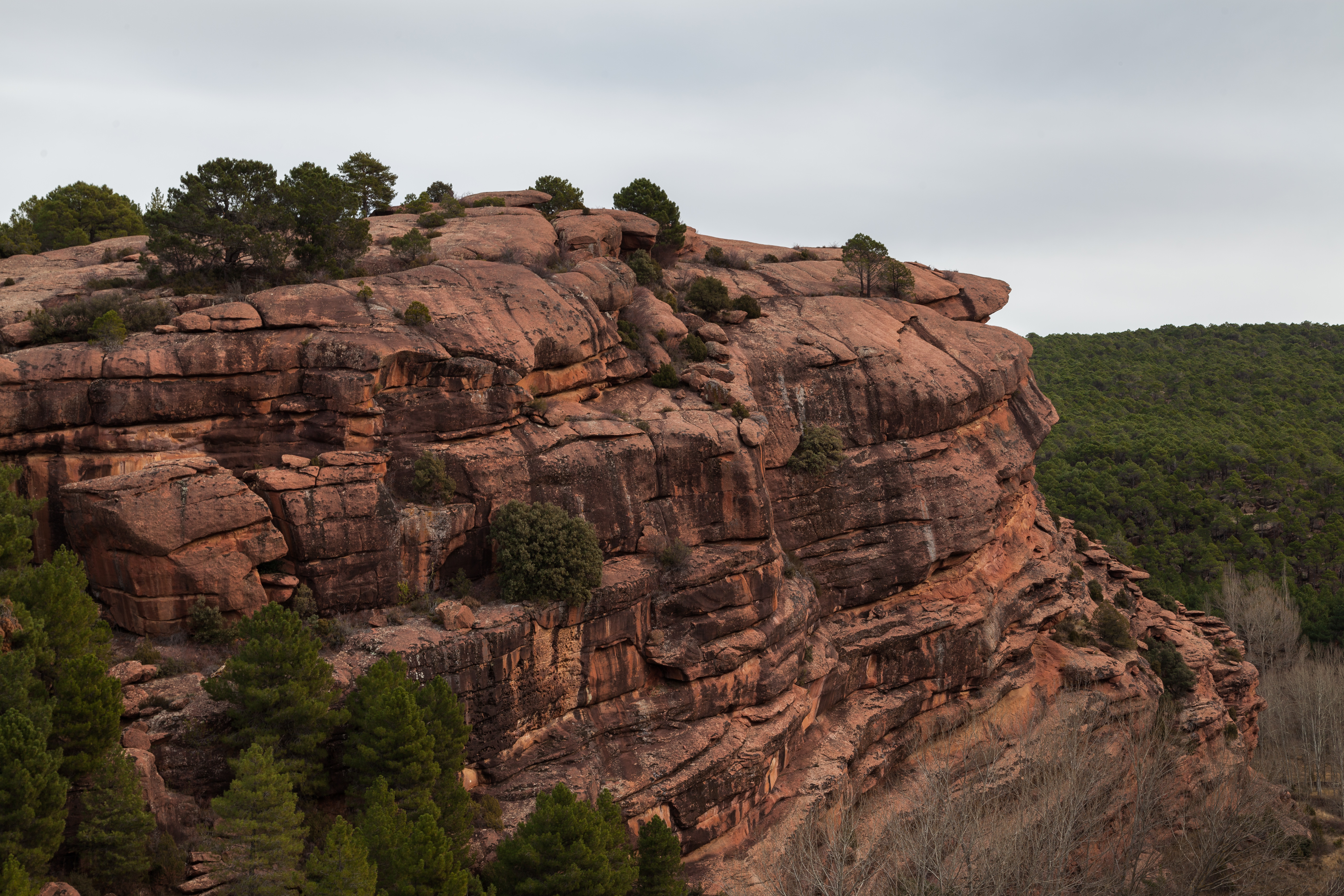
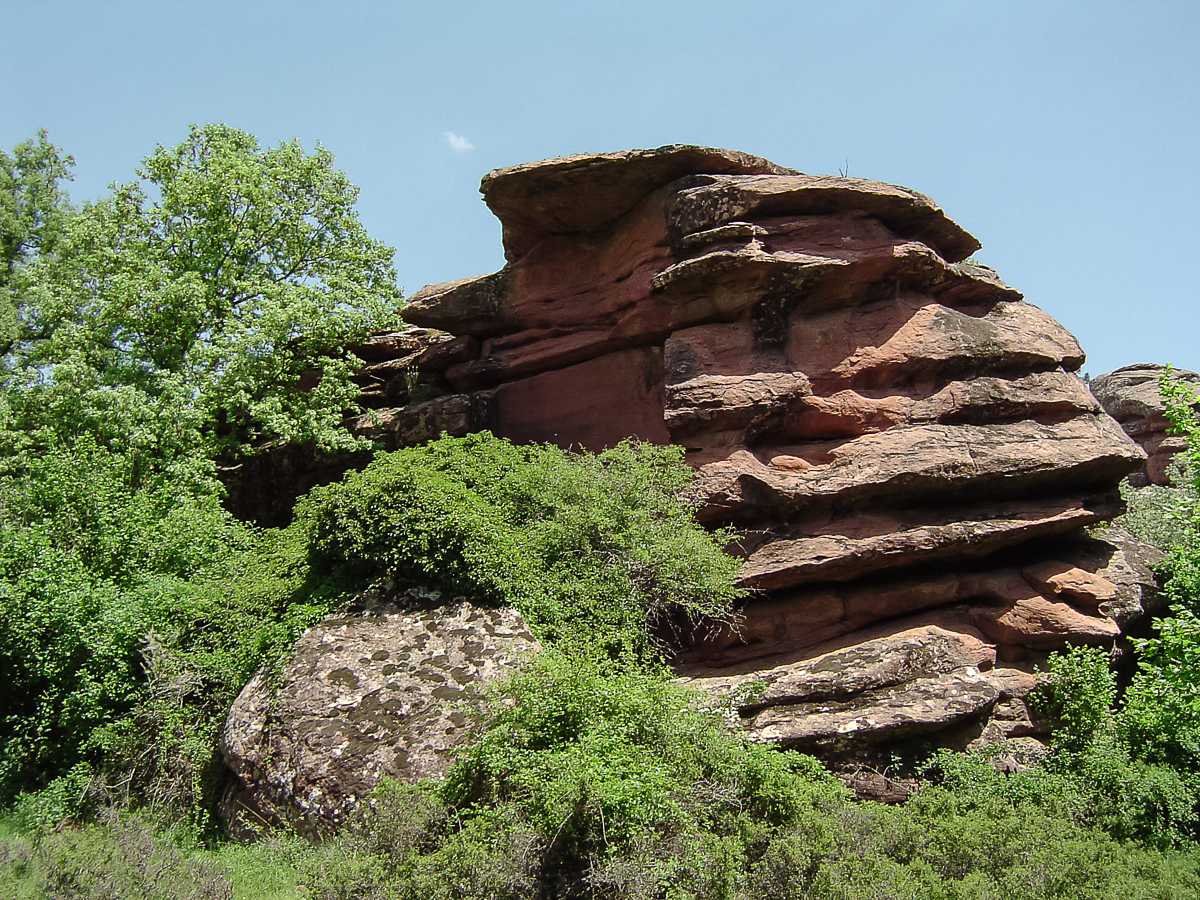
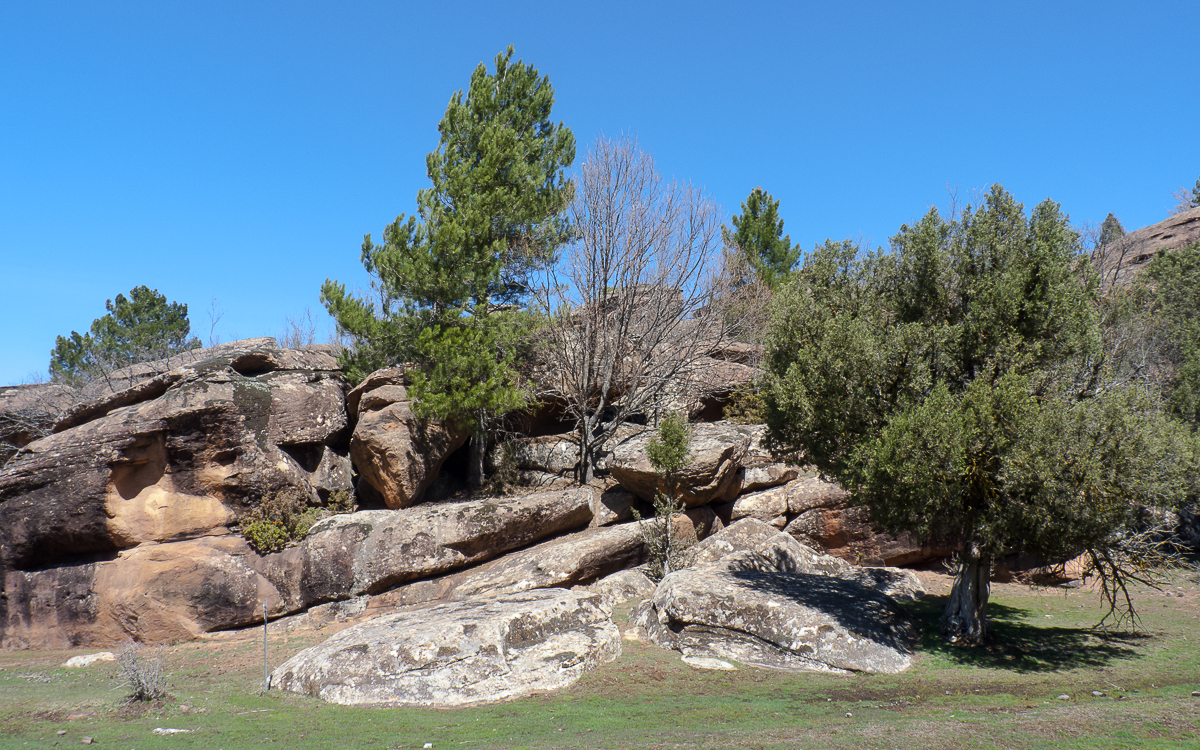
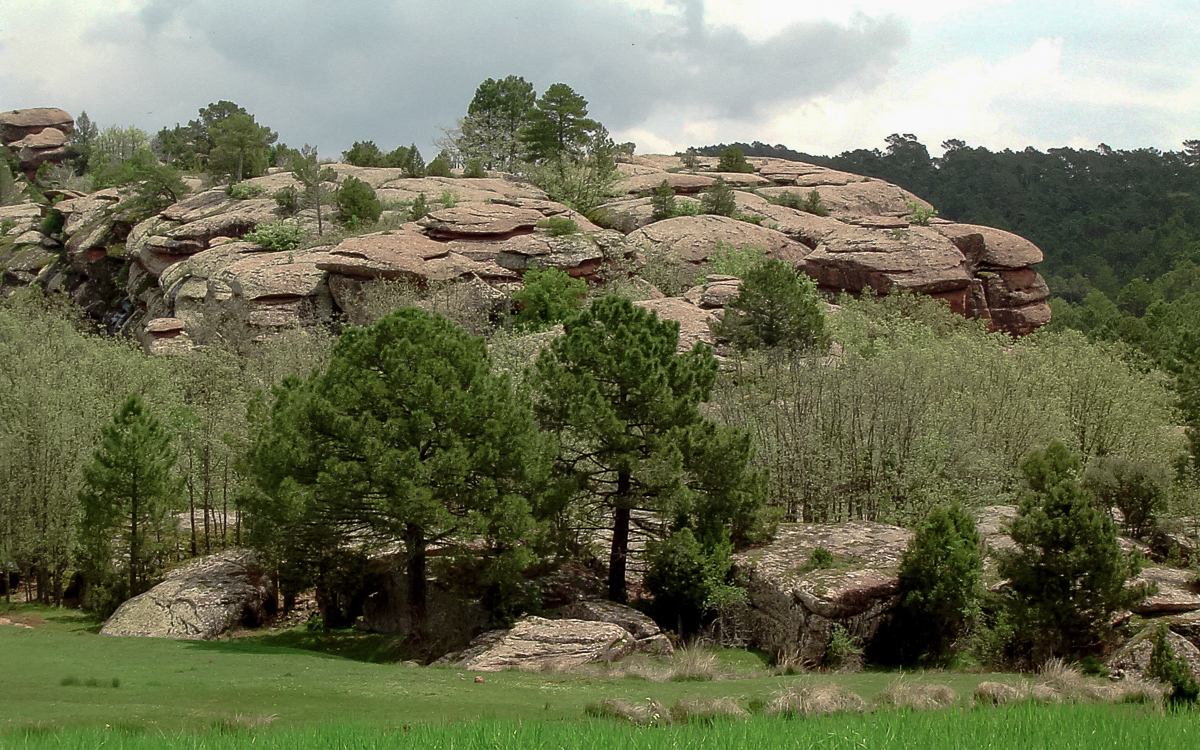

## Otras figuras de protección
El paisaje protegido cuenta además con otras figuras de protección:
- Parque Cultural de Albarracín
- LIC: Rodeno de Albarracín